# Louis Devoti
Luigi Devoti, detto Louis (Auboué, 10 marzo 1926 – Jœuf, 6 agosto 2020), è stato un cestista francese.

## Palmarès
- Coppa di Francia: 1

Auboué: 1956